# Klintehamns landskommun
Klintehamns kommun var en tidigare kommun på Gotlands västkust.

## Administrativ historik
Kommunen bildades som så kallad storkommun den 1 januari 1952 i samband med 1952 års kommunreform genom sammanläggning av kommunerna Eksta, Fröjel, Hejde, Klinte, Mästerby, Sanda, Sproge, Västergarn och Väte. Centralort var Klintehamn. Den nya kommunen bildades av 9 tidigare kommuner, och hade 4 977 invånare den 31 december 1951.
Landskommunens gränser ändrades flera gånger (årtal avser den 1 januari det året om inget annat anges):
- 1965 - Till Klintehamns landskommun och Väte församling överfördes från Romaklosters landskommun och Viklau församling ett obebott område omfattande en areal av 0,04 kvadratkilometer land.[4]
- 1965 - Från Klintehamns landskommun och Väte församling överfördes till Romaklosters landskommun och Viklau församling ett obebott område omfattande en areal av 0,09 kvadratkilometer land.[4]
- 1966 - Från Klintehamns landskommun och Mästerby församling överfördes till Stenkumla landskommun och Atlingbo församling ett obebott område omfattande en areal av 0,04 kvadratkilometer land.[4]
- 1966 - Från Klintehamns landskommun och Väte församling överfördes till Stenkumla landskommun och Atlingbo församling ett obebott område omfattande en areal av 0,05 kvadratkilometer land.[4]
- 1966 - Från Klintehamns landskommun och Västergarns församling överfördes till Stenkumla landskommun och Eskelhems församling ett obebott område omfattande en areal av 0,05 kvadratkilometer land.[4]
- 1967 - Till Klintehamns landskommun och Eksta församling överfördes från Hemse landskommun och Levide församling ett obebott område omfattande en areal av 0,04 kvadratkilometer, varav allt land.[5]
- 1967 - Från Klintehamns landskommun och Väte församling överfördes till Romaklosters landskommun och Guldrupe församling ett obebott område omfattande en areal av 0,21 kvadratkilometer, varav allt land.[5]

Den 1 januari 1971 bildades enhetskommunen Gotlands kommun, varvid denna kommun, liksom öns övriga och Gotlands läns landsting, upplöstes. När Klintehamns landskommun upplöstes hade den 3 985 invånare.
Kommunkoden 1952-1970 var 0907.

### Judiciell tillhörighet
I judiciellt hänseende tillhörde landskommunen Gotlands domsaga och Gotlands domsagas tingslag.

### Kyrklig tillhörighet
I kyrkligt hänseende tillhörde landskommunen 9 församlingar: Eksta, Fröjel, Hejde, Klinte, Mästerby, Sanda, Sproge, Västergarn och Väte.

## Geografi
Klintehamns landskommun omfattade den 1 januari 1952 en areal av 315,88 km², varav 315,29 km² land.

### Tätorter i kommunen 1960
I Klintehamns landskommun fanns tätorten Klintehamn, som hade 859 invånare den 1 november 1960. Tätortsgraden i kommunen var då 19,9 procent.

## Näringsliv
Vid folkräkningen den 31 december 1950 var huvudnäringen för landskommunens (med 1952 års gränser) befolkning uppdelad på följande sätt:
- 54,4 procent av befolkningen levde av jordbruk med binäringar
- 24,5 procent av industri och hantverk
- 6,8 procent av samfärdsel
- 6,2 procent av handel
- 4,1 procent av offentliga tjänster m.m.
- 2,4 procent av husligt arbete
- 1,7 procent av ospecificerad verksamhet.

Av den förvärvsarbetande befolkningen (1 970 personer) jobbade bland annat 54,4 procent med jordbruk med binäringar. 41 av förvärvsarbetarna (2,1 procent) hade sin arbetsplats utanför landskommunen.

## Politik

### Andrakammarval 1952-1968
Siffrorna är avrundade så summan kan vara en annan än 100.
| Parti          | 1952  | 1956  | 1958  | 1960  | 1964  | 1968  |
| -------------- | ----- | ----- | ----- | ----- | ----- | ----- |
| H              | 14,3  | 16,3  | 16,2  | 15,5  | 12,1  | 13,3  |
| C              | 35,5  | 30,9  | 44,2  | 43,5  | *     | *     |
| F              | 21,0  | 24,7  | 16,8  | 14,2  | *     | *     |
| KDS            | *     | *     | *     | *     | *     | 0,5   |
| MP             | *     | *     | *     | *     | 56,2  | 55,3  |
| S              | 28,9  | 27,6  | 22,8  | 26,2  | 31,8  | 30,9  |
| VPK            | 0,2   | 0,5   | *     | 0,7   | *     | *     |
| Giltiga röster | 2 575 | 2 430 | 2 436 | 2 450 | 2 349 | 2 499 |

### Mandatfördelning i valen 1950-1966
| 12 | 16 | 7 | 5 |

| 37 |

| 11 | 12 | 6 | 6 |

| 32 |

| 9 | 15 | 5 | 6 |

| 34 |

| 10 | 14 | 5 | 6 |

| 34 |

| 10 | 13 | 7 | 5 |

| 33 |